# 朗纳·斯文松 (帆船运动员)
朗纳·斯文松（瑞典語：Ragnar Svensson，1882年12月31日—1959年6月5日），瑞典男子帆船运动员。他曾代表瑞典参加1920年夏季奥林匹克运动会帆船比赛，获得40平方米级银牌。